# Trinitatiskirche (Peckelsheim)

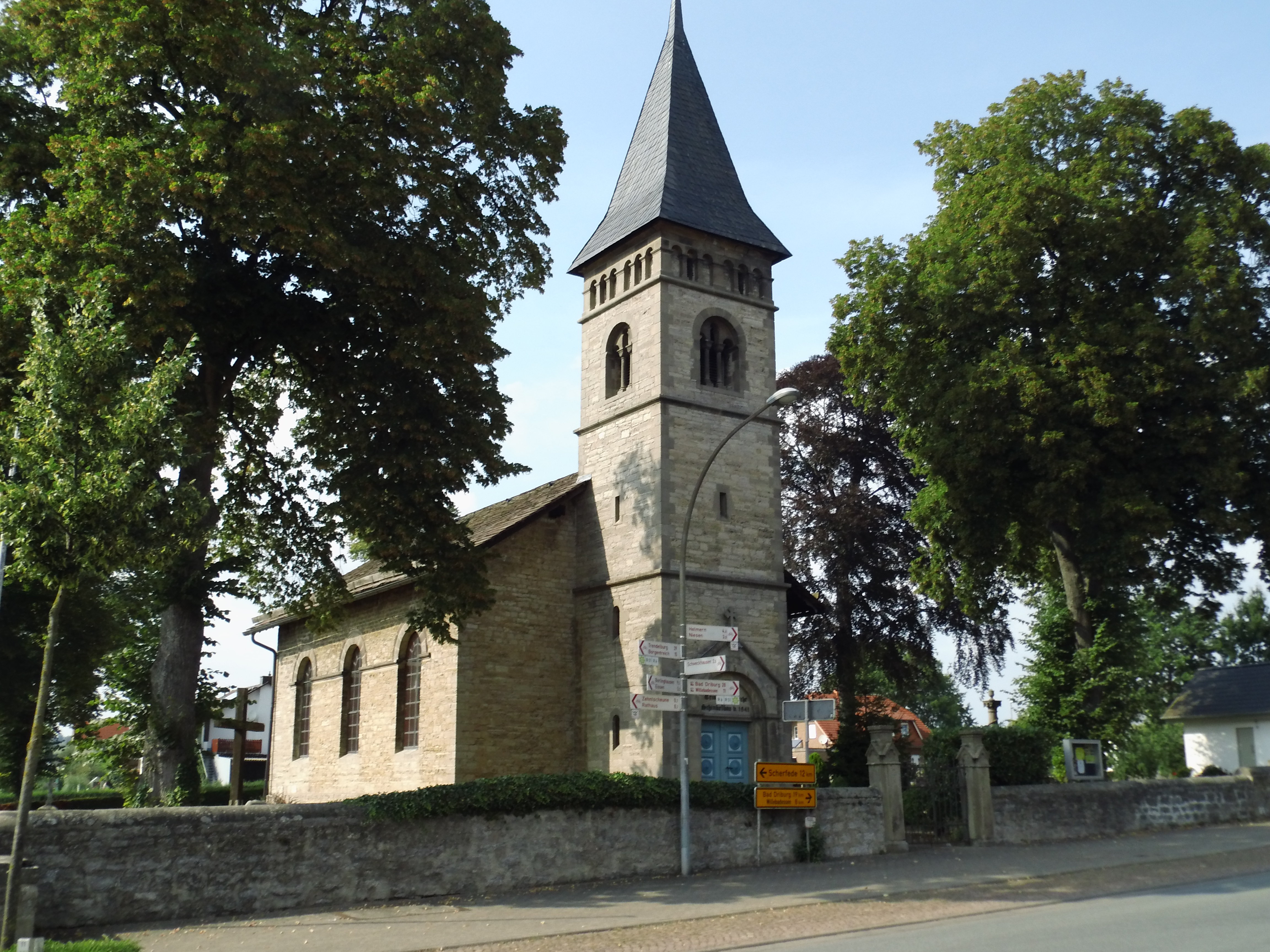
Trinitatiskirche in Peckelsheim

Die denkmalgeschützte evangelische Trinitatiskirche steht in Peckelsheim, einem Gemeindeteil der Kleinstadt Willebadessen im Kreis Höxter von Nordrhein-Westfalen. Die Kirchengemeinde gehört zum Kirchenkreis Paderborn der Evangelischen Kirche von Westfalen.

## Beschreibung
Die Saalkirche aus bearbeiteten Bruchsteinen wurde 1840/41 nach einem bereits 1828 angefertigten, allerdings von der Oberbaudeputation in Berlin revidierten und veränderten Entwurf des Bauinspektors Eberhard aus Höxter erbaut. Sie besteht aus einem dreigeschossigen neuromanischen, mit einem vierseitigen, schiefergedeckten Knickhelm bedeckten Kirchturm, der 1890 anstelle einer Vorhalle nach einem Entwurf von Arnold Güldenpfennig errichtet wurde, einem Langhaus mit drei Achsen und einer kleinen polygonaler Apsis. Der Innenraum ist mit einer gestuften Holzbalkendecke überspannt, die von Pfeilern getragen wird. Auf der Empore steht eine Orgel.